# Bas Keijzer

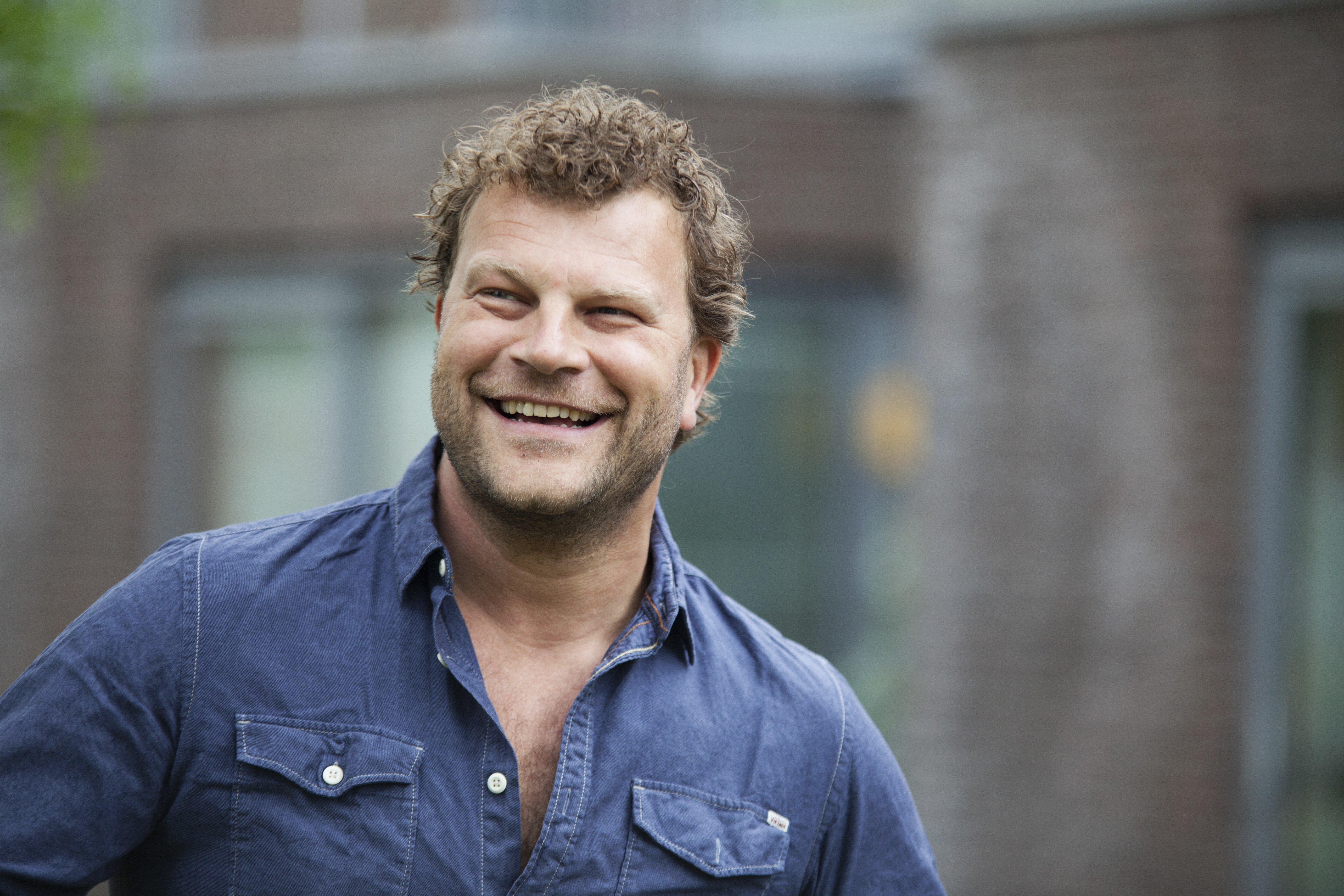
Bas Keijzer

Bas Keijzer (* 31. März 1973 in Schoonhoven, Niederlande) ist ein niederländischer Schauspieler. Er tritt im Theater, im Fernsehen und in Filmen auf. Seine Stimme ist auch regelmäßig im Radio zu hören.

## Leben
Keijzer absolvierte die Schauspielausbildung 1999 an der Hogeschool voor de kunsten in Amsterdam.
Im Fernsehen hatte Keijzer verschiedene Gastrollen, unter anderem in Keyzer & De Boer Advocaten, Baantjer, Grijpstra & De Gier, Moordvrouw und De Luizenmoeder. 2012 spielte er einen Kriminellen in der schwedischen Polizeiserie Arne Dahl. Von 2013 bis 2015 hatte er eine Hauptrolle in Aaf, einem niederländischen Remake von der amerikanischen Comedyserie Roseanne. 2022 spielte er die Rolle von Rolf Sörensen in Het jaar van Fortuyn. Außerdem spielte er im November noch im Sinterklaasjounaal, einer Nachrichtensendung für Kinder, mit.
Im Kino war er in Nachtrit, Dennis P., Die Abenteuer von Kapitän Bontekoes Schiffsjungen – Der Fluch der Gezeiten, Alles is liefde, Nova Zembla, Benni, der Lausebengel und Black Out zu sehen. Vor seiner Rolle in Black Out wurde Keijzer 2012 für das Goldene Kalb nominiert.

## Filmografie
- 2000–2004: Russen (2 Folgen)
- 2001 Baantjer (2 Folgen)
- 2002: Hartslag (1 Folge)
- 2002: Oud en nieuw
- 2003: Boy Ecury
- 2003: Ernstige Delicten (1 Folge)
- 2004: Mann bei der Arbeit (De afdeling, 1 Folge)
- 2004: De dominee
- 2004: In Oranje
- 2004: Twee dromen
- 2005: Feine Freundinnen (Gooische Vrouwen, 1 Folge)
- 2005: Grijpstra &amp; De Gier (1 Folge)
- 2005: Keyzer &amp; De Boer Advocaten (1 Folge)
- 2005: Staatsgevaarlijk
- 2006: Hotnews.nl
- 2006: Jef.
- 2006: Kinderen geen bezwaar
- 2006: Nachtrit
- 2007: Alles is liefde
- 2007: Dennis P.
- 2007: Die Abenteuer von Kapitän Bontekoes Schiffsjungen (De scheepsjongens van Bontekoe)
- 2008: Alibi
- 2008: Die Drachenjäger – Der Film (Chasseurs de dragons)
- 2008: Hardcover
- 2008: Hoe overleef ik mezelf?
- 2008: Naar Anna
- 2008: Puppy Patrol
- 2008: Spoorloos verdwenen (1 Folge)
- 2009: Julia’s hart
- 2009: Lover of loser
- 2009: De storm
- 2010: Aaron Stone
- 2010: De eetclub
- 2010: Tien torens diep (4 Folgen)
- 2011: Benni, der Lausebengel (Bennie Stout)
- 2011: Lijn 32
- 2011: Nova Zembla – Unbekanntes Land (Nova Zembla)
- 2011–2012: SpangaS
- 2012: Arne Dahl
- 2012: Black Out
- 2012: Flikken Maastricht (1 Folge)
- 2012: Sint & Diego: De magische bron van Myra
- 2012: Van God los
- 2013–2015: Aaf
- 2014: T.I.M. (The Incredible Machine)
- 2016: Flikken Rotterdam
- 2016: Wenn die Deiche brechen (Als de dijken breken)
- 2017: Klein IJstijd
- 2017: Kill Switch
- 2017–2019: Goede tijden, slechte tijden
- 2019: Judas
- 2019: Ninja Nanny
- 2019: Harkum (2 Folgen)
- 2019: Baantjer: het begin
- 2020: Smeris
- 2020: Undercover
- 2021: Flikken Maastricht
- 2022: Het jaar van Fortuyn
- 2022: Het gouden uur
- 2022: Totem
- 2022: Sinterklaasjournaal
- 2022: Die goldene Stunde (Het gouden uur, 3 Folgen)

## Theater
Bas Keijzer hat in der Theatersaison 2016/2017 im Musical Ciske de Rat, welches von Stage Entertainment produziert wurde, mitgespielt. Hier spielte er die Rolle von Frans Vrijmoeth, dem Vater von Ciske.